# Geneva Open 2015
Il Geneva Open 2015 è stato un torneo professionistico di tennis giocato all'aperto sulla terra rossa. È stata la 13ª edizione dell'evento conosciuto come Geneva Open. Il torneo fa parte dell'ATP World Tour 250 series nell'ambito dell'ATP World Tour 2015. Il torneo si è svolto nella Tennis Club de Genève di Ginevra in Svizzera, dal 17 al 23 maggio 2015.

## Partecipanti

### Teste di serie
| Nazionalità | Giocatore             | Ranking | Testa di serie* |
| ----------- | --------------------- | ------- | --------------- |
| Svizzera    | Stan Wawrinka         | 9       | 1               |
| Croazia     | Marin Čilić           | 10      | 2               |
| Spagna      | Pablo Andújar         | 43      | 3               |
| Germania    | Benjamin Becker       | 44      | 4               |
| Austria     | Andreas Haider-Maurer | 47      | 5               |
| Portogallo  | João Sousa            | 51      | 6               |
| Cipro       | Marcos Baghdatis      | 60      | 7               |
| Russia      | Michail Južnyj        | 61      | 8               |

* Le teste di serie sono basate sul ranking all' 11 maggio 2015.

### Altri partecipanti
I seguenti giocatori hanno ricevuto una wildcard per il tabellone principale:
- Marin Čilić
- Andrej Rublëv
- Janko Tipsarević

I seguenti giocatori sono passati dalle qualificazioni:

- Damir Džumhur
- Andrej Kuznecov
- Adrian Mannarino
- Lukáš Rosol

## Campioni

### Singolare
Thomaz Bellucci ha sconfitto in finale  João Sousa per 7–6(4), 6–4.
- È il quarto titolo in carriera per Bellucci, il primo del 2015.

### Doppio
Juan Sebastián Cabal /  Robert Farah hanno sconfitto in finale  Raven Klaasen /  Lu Yen-hsun per 7–5, 4–6, [10–7].